# Hirschfäng
Hirschfäng är en bergstopp i Österrike. Den ligger i den västra delen av landet, 400 km väster om huvudstaden Wien. Toppen på Hirschfäng är 1 857 meter över havet, eller 96 meter över den omgivande terrängen. Bredden vid basen är 0,59 km.
Terrängen runt Hirschfäng är varierad. Runt Hirschfäng är det ganska glesbefolkat, med 26 invånare per kvadratkilometer.. Närmaste större samhälle är Reutte, 8,6 km sydväst om Hirschfäng. 
I omgivningarna runt Hirschfäng växer i huvudsak barrskog.